# Лёмбр (кантон)
Лёмбр (фр. Lumbres) — кантон во Франции, находится в регионе О-де-Франс, департамент Па-де-Кале. Расположен на территории двух округов: двадцать четыре коммуны входят в состав округа Монтрёй-сюр-Мер, тридцать шесть — в состав округа Сент-Омер.

## История
До 2015 года в состав кантона входили коммуны:
Акен-Вестбекур, Аллин, Алькин, Афренг, Байангем-ле-Сененгем, Блекен, Буаденгем, Бувленгем, Вавран-сюр-л’А, Вим, Виск, Водренгем, Делет, Доэм, Зюдоск, Кельм, Керкам, Клети, Куломби, Леденгем, Лёленгем, Лёмбр, Ньель-ле-Блекен, О-Локен, Пием, Ремийи-Виркен, Сененгем, Сетк, Сюрк, Ув-Виркен, Эльн, Эскей, Эскерд
В результате реформы 2015 года  состав кантона был изменен — в его состав вошел упраздненный кантон Юкелье и отдельные коммуны кантона Ардр.

## Состав кантона с 22 марта 2015 года
В состав кантона входят коммуны (население по данным Национального института статистики за 2018 г.):
- Авен (53 чел.)
- Акен-Вестбекур (821 чел.)
- Алет (386 чел.)
- Алькин (992 чел.)
- Анкен-сюр-Байон (279 чел.)
- Афренг (242 чел.)
- Байангем-ле-Сененгем (326 чел.)
- Безенгем (380 чел.)
- Бекур (273 чел.)
- Бёсан (543 чел.)
- Бимон (113 чел.)
- Блекен (509 чел.)
- Бонненг-лез-Ардр (648 чел.)
- Буаденгем (247 чел.)
- Бувленгем (229 чел.)
- Бурт (840 чел.)
- Вавран-сюр-л’А (1 255 чел.)
- Вершок (630 чел.)
- Викенгем (263 чел.)
- Вим (499 чел.)
- Виск (223 чел.)
- Водренгем (519 чел.)
- Доэм (825 чел.)
- Журни (283 чел.)
- Зотё (623 чел.)
- Зюдоск (941 чел.)
- Кампань-ле-Булонне (655 чел.)
- Кельм (565 чел.)
- Керкан (272 чел.)
- Килан (62 чел.)
- Клерк (327 чел.)
- Кланлё (192 чел.)
- Клети (786 чел.)
- Куломби (747 чел.)
- Леденгем (334 чел.)
- Лёленгем (252 чел.)
- Лёмбр (3 607 чел.)
- Маненгем (149 чел.)
- Ньель-ле-Блекен (869 чел.)
- О-Локен (182 чел.)
- Одреэм (546 чел.)
- Паранти (516 чел.)
- Пиэм (948 чел.)
- Прёр (612 чел.)
- Реберг (371 чел.)
- Ремийи-Виркен (355 чел.)
- Рюмийи (254 чел.)
- Сен-Мишель-су-Буа (120 чел.)
- Сененгем (708 чел.)
- Сетк (602 чел.)
- Сюрк (636 чел.)
- Ув-Виркен (504 чел.)
- Экс-ан-Эрньи (196 чел.)
- Эльн (894 чел.)
- Эрли (305 чел.)
- Эрньи (233 чел.)
- Эскёй (479 чел.)
- Эскерд (1 627 чел.)
- Юкелье (451 чел.)
- Юмбер (232 чел.)

## Политика
На президентских выборах 2022 г. жители кантона отдали в 1-м туре Марин Ле Пен 36,8 % голосов против 27,3 % у Эмманюэля Макрона и 13,1 % у Жана-Люка Меланшона; во 2-м туре в кантоне победила Ле Пен, получившая 56,1 % голосов. (2017 год. 1 тур: Марин Ле Пен – 31,8 %, Эмманюэль Макрон – 20,2 %, Франсуа Фийон – 19,1 %, Жан-Люк Меланшон – 15,3 %; 2 тур: Макрон – 50,4 %. 2012 год. 1 тур: Франсуа Олланд — 30,3 %, Николя Саркози — 27,0 %, Марин Ле Пен — 24,6 %; 2 тур: Олланд — 50,3 %).
С 2015 года кантон в Совете департамента Па-де-Кале представляют учитель из коммуны Анкен-сюр-Байон Бландин Дрен (Blandine Drain) и  бывший мэр города Лёмбр, президент Совета Жан-Клод Леруа (Jean-Claude Leroy) (оба — Социалистическая партия).
|                | Кандидаты                   | Партия                   | Первый тур | Первый тур |
| Кол-во голосов | Кандидаты                   | Партия                   | % голосов  |            |
| -------------- | --------------------------- | ------------------------ | ---------- | ---------- |
|                | Бландин Дрен Жан-Клод Леруа | Социалистическая партия  | 6 494      | 68,39      |
|                | Элоди Селер Ксавье Лезо     | Национальное объединение | 1 804      | 19,00      |
|                | Соланж Курбо Люка Розёв     | Республиканцы            | 1 197      | 12,61      |

|                | Кандидаты                   | Партия                  | Первый тур | Первый тур     | Второй тур | Второй тур |
| Кол-во голосов | Кандидаты                   | Партия                  | % голосов  | Кол-во голосов | % голосов  |            |
| -------------- | --------------------------- | ----------------------- | ---------- | -------------- | ---------- | ---------- |
|                | Бландин Дрен Жан-Клод Леруа | Социалистическая партия | 6 453      | 45,23          | 7 936      | 60,44      |
|                | Вероник Буатрель Ришар Гери | Национальный фронт      | 4 403      | 30,86          | 5 195      | 39,56      |
|                | Анни Дефос Ги Ильмуэн       | Правый блок             | 3 410      | 23,90          |            |            |

|  | Кандидат       | Партия                  | % голосов |
|  | -------------- | ----------------------- | --------- |
|  | Жан-Клод Леруа | Социалистическая партия | 74,01     |
|  | Франсуа Вавран | Прочие правые           | 17,80     |
|  | Седрик Ренье   | Национальный фронт      | 8,19      |